# Nissan Avenir
Nissan Avenir — японський універсал середнього класу, розроблений на основі другого покоління Nissan Primera. Автомобіль відрізнявся високою економічністю і досить потужними двигунами. Високу прохідність забезпечував повний привід, захист картера і збільшений кліренс.

## Перше покоління

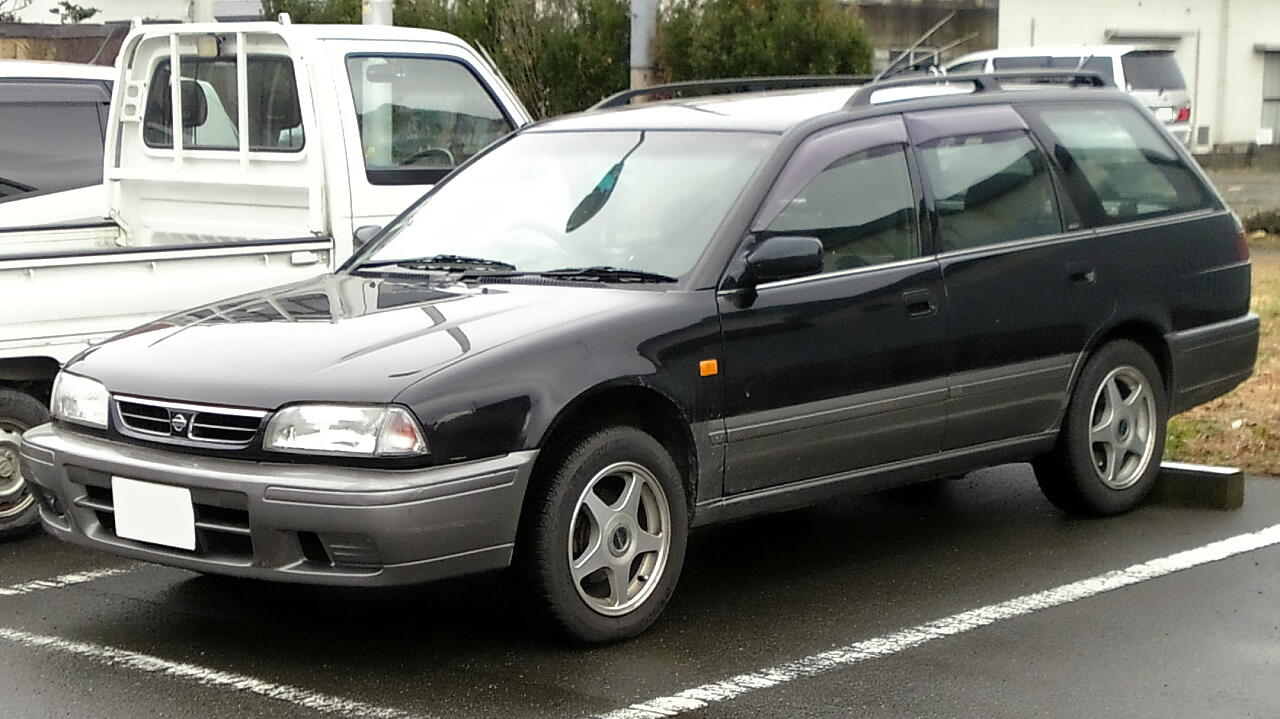
Nissan Avenir W10

Avenir в кузові W10 спочатку випускався з двигунами 1,6 л GA16DS, а також з 1,8 літровим SR18Di для передньопривідною версії і 2,0 л SR20DE для повнопривідної. Вантажний версія Nissan Avenir випускалася тільки з 1,6 л GA16DS.
Передньопривідний автомобіль був доступний або з 4-швидкісною автоматичною коробкою передач або з 5-ступінчастою МКПП.
Повнопривідні VENW10 (4WD) версії випускалися з 5-ступінчастою МКПП (з електровакуумним включенням заднього моста) і з 4-швидкісною АКПП (постійне підключення заднього моста через в'язкісну муфту).
2-х літровий турбодизель був доданий в лінійку моторів трохи пізніше, в 1993 році.
Моделі з турбонаддувом під маркою «Salut» були представлені в 1995 році, і видавали 210 к.с. Ця версія була доступна тільки в 4WD варіанті і комплектувалася автоматичною коробкою передач. Nissan Avenir з турбонаддувом з'явився приблизно в той же час, що і Subaru Legacy GT.

## Друге покоління

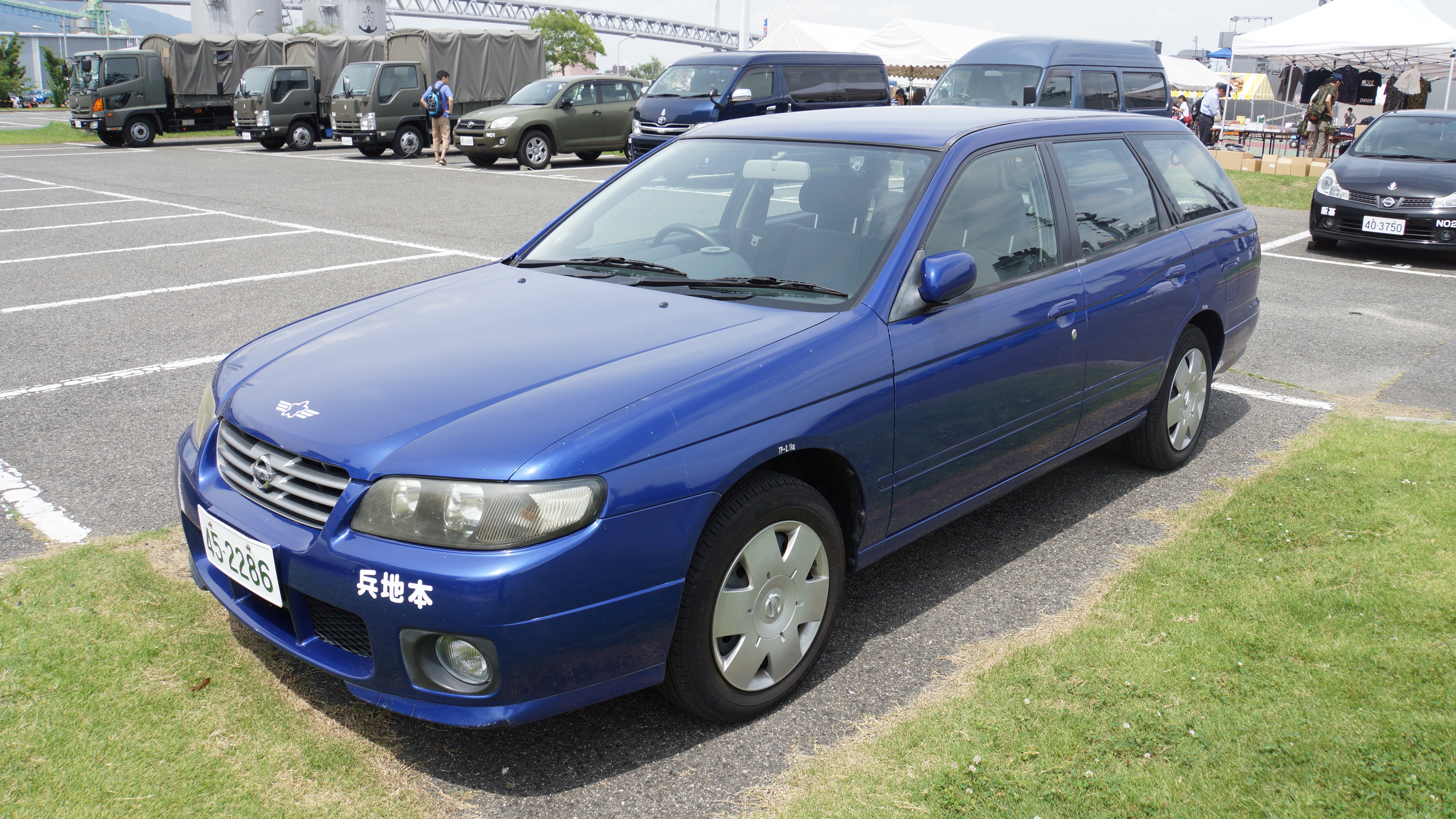
Nissan Avenir W11

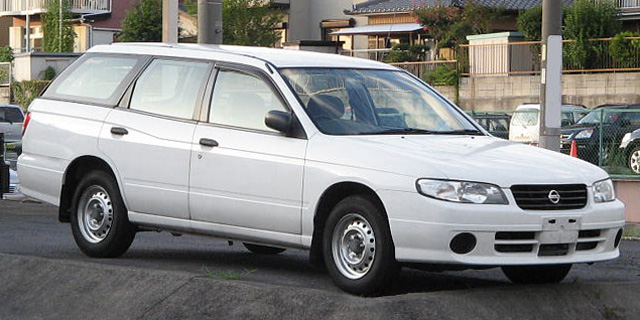
Nissan Expert W11

Кузов W11 був представлений в 1998 році. Завдяки багатоважільній задній підвісці автомобіль показував відмінну стійкість на дорозі і мав чудову керованість. На увагу заслуговують такі конструктивні елементи цієї моделі, як, наприклад, характерну для Nissan систему 4WD Attesa і трансмісію нового покоління CVT-M6. Спочатку Авнер був доступний з 1,8L QG18DE, 2,0L SR20DE, 2,0L SR20DET і 2,0L CD20ET турбо-дизель. QG18DE встановлювалися на передньопривідні моделі і комплектувалися 4-ступінчастими автоматичними або 5-ступінчастою механічною коробками передач. Двигун SR20DE ставили як на передньопривідні, так і на повнопривідні моделі, з 4-ступінчастою автоматичною трансмісією або вариаторной коробкою передач CVT з 6-ти швидкісним типтроником (з 2002 року). Дизельний двигун CD20ET був доступний тільки з 4-ступінчастим АКПП. Авнер W11 комплектувався також двигуном з турбонаддувом 2,0L SR20DET потужністю 230 к.с., цей двигун встановлювався тільки на повнопривідні версії з автоматичною коробкою передач.
У червні 1999 року вантажопасажирський «універсал» на базі Авнера був перейменований в Nissan Expert. У 2001 році був проведений рестайлінг моделі в результаті якого був частково змінений інтер'єр автомобіля, зокрема передня панель. Вона придбала більш «спортивний вид». У 2002 році двигуни серії SR були замінені новими серії QR.
У жовтні 2000 року вийшов в серію Nissan Avenir Blastar зі збільшеним дорожнім просвітом і більшим радіусом коліс, оснащувався двигунами QR20DE і SR20DE. Головним конкурентом автомобіля був Subaru Legacy Lancaster. У Nissan Avenir W11 був схожий зовнішній вигляд з меншим за розмірами Nissan Wingroad.
Через відсутність попиту на Avenir, вся лінія була закрита у вересні 2005 року. Nissan Expert продовжував випускатися до грудня 2006 року.